# 塞諾恩 (將軍)
塞諾恩 （希臘語:Ξενων），是塞琉古帝國安條克三世的將軍。前221年，他和狄奧多圖斯·厄彌歐利俄斯被派去對付莫倫的叛亂，但莫倫軍逼近時他們不敵，並退入城牆內。

## 來源
1. ↑   波利比烏斯, v. 42, 43

- 波利比烏斯; Histories （页面存档备份，存于）, Evelyn S. Shuckburgh (譯者); 倫敦 - 紐約, (1889)
- 威廉·史密斯，《希腊羅馬的神话和傳記辭典》, "Xenon (2)",  波士頓, (1867)